# Fratelli unici
Fratelli unici è un film italiano del 2014 diretto da Alessio Maria Federici.

## Trama
Pietro e Francesco sono fratelli, ma avrebbero voluto entrambi essere figli unici: il primo è un medico affermato con un matrimonio finito alle spalle; il secondo fa lo stuntman ed è un eterno ragazzino che non ha mai avuto relazioni stabili. A causa di un incidente, Pietro perde la memoria e ora è come se fosse un bambino all'età di quattro anni. Oltre a non ricordarsi delle persone care, ha perso anche molte delle conoscenze acquisite durante il corso della vita, come ad esempio l'uso del bidet o il significato delle parolacce. La sua ex moglie Giulia non vuole occuparsi di lui perché sta per risposarsi con Gustavo, così Francesco è costretto a prenderlo a casa con sé e a curarlo, facendo forse per la prima volta la parte del fratello maggiore.
La convivenza tra i due fratelli, che per tanto tempo si sono quasi ignorati, si rivela sin da subito difficile e raggiunge punte tragicomiche proprio sotto gli occhi della vicina di casa di Francesco, Sofia, infastidita dalla superficialità con cui Francesco cerca di aiutare il fratello. Per lei "l'amore è quel sentimento che non ti fa sentire il tempo che passa anche quando passa", mentre per Francesco l'amore semplicemente non esiste.
Un giorno Pietro, uscendo di casa, incrocia lo sguardo di una ragazza e subito il suo cuore comincia a battere forte. Scoprirà così che anche quando si è dimenticato tutto, si ricorda sempre chi si è amato veramente: la donna in questione, infatti, non è altro che la sua ex moglie. Quando lo racconta a Francesco e gli fa vedere la donna in questione, lui lo costringe a non pensarci e cerca di farlo interessare ad altre ragazze. Con l'aiuto di Sofia, gli organizzano incontri con varie donne, senza successo. Questo fa però avvicinare molto Francesco e Sofia, che si concederanno una notte d'amore. Con l'aiuto della piccola Stella, sua figlia, Pietro cercherà di riconquistare Giulia.

## Distribuzione
Il trailer del film è uscito il 10 settembre 2014 su YouTube. L'uscita nelle sale è avvenuta il 2 ottobre. Il film ha incassato nel primo week-end 853000 € e complessivamente 2158000 €.

## Riconoscimenti
- 2015 - Ciak d'oro
  - Candidatura per la miglior canzone originale (Cosa c'è) a Paolo Buonvino, Malika Ayane e Marco Guazzone